# Yúliya Tkach
Yúliya Anatólivna Tkach (en ucraniano: Юлія Анатоліївна Ткач; nacida como Yúliya Ostapchuk, Kóvel, 26 de septiembre de 1989) es una deportista ucraniana que compite en lucha libre.
Ganó cinco medallas en el Campeonato Mundial de Lucha entre los años 2014 y 2023, y nueve medallas en el Campeonato Europeo de Lucha entre los años 2010 y 2024.
En los Juegos Europeos obtuvo dos medallas, oro en Bakú 2015 y plata en Minsk 2019. Participó en tres Juegos Olímpicos de Verano, ocupando el séptimo lugar en Londres 2012, el noveno en Río de Janeiro 2016 y el undécimo en Pekín 2008.

## Palmarés internacional
| Campeonato Mundial | Campeonato Mundial         | Campeonato Mundial | Campeonato Mundial |
| Año                | Lugar                      | Medalla            | Categoría          |
| ------------------ | -------------------------- | ------------------ | ------------------ |
| 2014               | Taskent (Uzbekistán)       | Medalla de oro     | 63 kg              |
| 2015               | Las Vegas (Estados Unidos) | Medalla de bronce  | 63 kg              |
| 2017               | París (Francia)            | Medalla de plata   | 63 kg              |
| 2018               | Budapest (Hungría)         | Medalla de bronce  | 62 kg              |
| 2023               | Belgrado (Serbia)          | Medalla de plata   | 59 kg              |
| Juegos Europeos    |                            |                    |                    |
| Año                | Lugar                      | Medalla            | Categoría          |
| 2015               | Bakú (Azerbaiyán)          | Medalla de plata   | 63 kg              |
| 2019               | Minsk (Bielorrusia)        | Medalla de oro     | 62 kg              |
| Campeonato Europeo |                            |                    |                    |
| Año                | Lugar                      | Medalla            | Categoría          |
| 2010               | Bakú (Azerbaiyán)          | Medalla de bronce  | 63 kg              |
| 2011               | Dortmund (Alemania)        | Medalla de oro     | 63 kg              |
| 2012               | Belgrado (Serbia)          | Medalla de oro     | 63 kg              |
| 2014               | Vantaa (Finlandia)         | Medalla de bronce  | 63 kg              |
| 2016               | Riga (Letonia)             | Medalla de plata   | 63 kg              |
| 2017               | Novi Sad (Serbia)          | Medalla de bronce  | 63 kg              |
| 2020               | Roma (Italia)              | Medalla de oro     | 62 kg              |
| 2023               | Zagreb (Croacia)           | Medalla de plata   | 59 kg              |
| 2024               | Bucarest (Rumania)         | Medalla de bronce  | 62 kg              |